# Nemateleotris helfrichi
Nemateleotris helfrichi es una especie de pez dardo, de la familia de los Ptereleotridae.
Como las otras dos especies del género, es un pez tímido, que vive en agujeros en la roca y se esconde rápidamente a la menor señal de peligro.

## Morfología
Cabeza amarilla, parte delantera del cuerpo púrpura, que cambia progresivamente a violeta claro en la parte posterior del cuerpo, las aletas dorsal, caudal y anal son amarillas. Primera aleta dorsal muy larga y puntiaguda, formada por radios alargados, puede ser desplegada a voluntad por el animal. Esta aleta es utilizada por el animal para advertir de su presencia y para anclarse cuando se cobija en las grutas. 
Dorsal con 7 espinas y 29 a 31 radios blandos, anal con 1 espina y 26 a 28 radios blandos.
Es la especie más pequeña del género. alcanzanzando sólo los 6 cm de largo.

## Hábitat y distribución
Arrecife marino tropical. De 22 a 28 °C. Pendientes de arrecife exterior. Parches de arena y escombro. A menudo en cuevas o repisas con fondo de arena, en paredes. También fondos duros y abiertos en la base de los arrecifes. Zonas protegidas del arrecife. Prefieren aguas claras y con corrientes.
Especie bento-pelágica. De adultos viven en parejas en agujeros de la roca, suspendidos sobre su guarida frente a la corriente. En ocasiones varios individuos comparten el mismo agujero, especialmente los juveniles.
Profundidad: De aguas profundas, entre 25 a 90 m, normalmente por debajo de los 40 m.
Distribución: De 16°N a 28°S. Océano Pacífico, al este hasta las islas Tuamotu, al norte hasta las Ryukyu. Es especie nativa de las Islas Cook, Guam, Japón, Islas Marianas del Norte, Islas Marshall, Micronesia, Palaos, Papúa Nueva Guinea, Samoa, Tonga y Tuamotu.

## Alimentación
Merodea a medio metro del fondo, de cara a la corriente, para atrapar zooplancton, anfípodos, copépodos y larvas de crustáceos.

## Reproducción
Especie monógama. Su reproducción en cautividad es difícil, pero no imposible. La mayor complicación es sacar adelante los alevines.

## Mantenimiento en acuario
Indicado para su mantenimiento en acuario de arrecife. Se les debe proveer de zonas con corrientes y bien oxigenadas. Debido a su timidez, también se les dotará de escondrijos y zonas sombrías. 
Es tolerante con el resto de compañeros de un acuario de arrecife. Se debe evitar juntarlos, tanto con anémonas, que podrían atraparlos, como con especies agresivas de peces, que les obligarían a pasar escondidos la mayor parte del tiempo. 
Los especímenes del comercio de acuariofilia suelen estar habituados a alimentarse con mysis y artemia congelados. También acepta alimento en escamas. Se puede complementar la dieta con gamba cruda, calamares o pescado blanco troceados. A la hora de alimentarlos, se debe tener en cuenta que no cogen el alimento caído en el sustrato. También hay que considerar que no disputa el alimento frente a otras especies, lo que, en ocasiones, puede llevarles a la inanición y la muerte.